# Holoog
Holoog ist eine Ansiedlung in der Region ǁKarasKlicklaut im Süden Namibias.
Die Ansiedlung liegt circa 530 km südöstlich von Windhoek und ist über die Hauptstraße C12 an das namibische Straßennetz angeschlossen.
Holoog liegt an der Bahnstrecke Windhoek–Nakop. Am Südrand von Holoog befindet sich das Rivier Gaab.
Südlich des Bahnhofs sind Kriegsgräber aus Zeiten Deutsch-Südwestafrikas zu finden.

## Bildergalerie

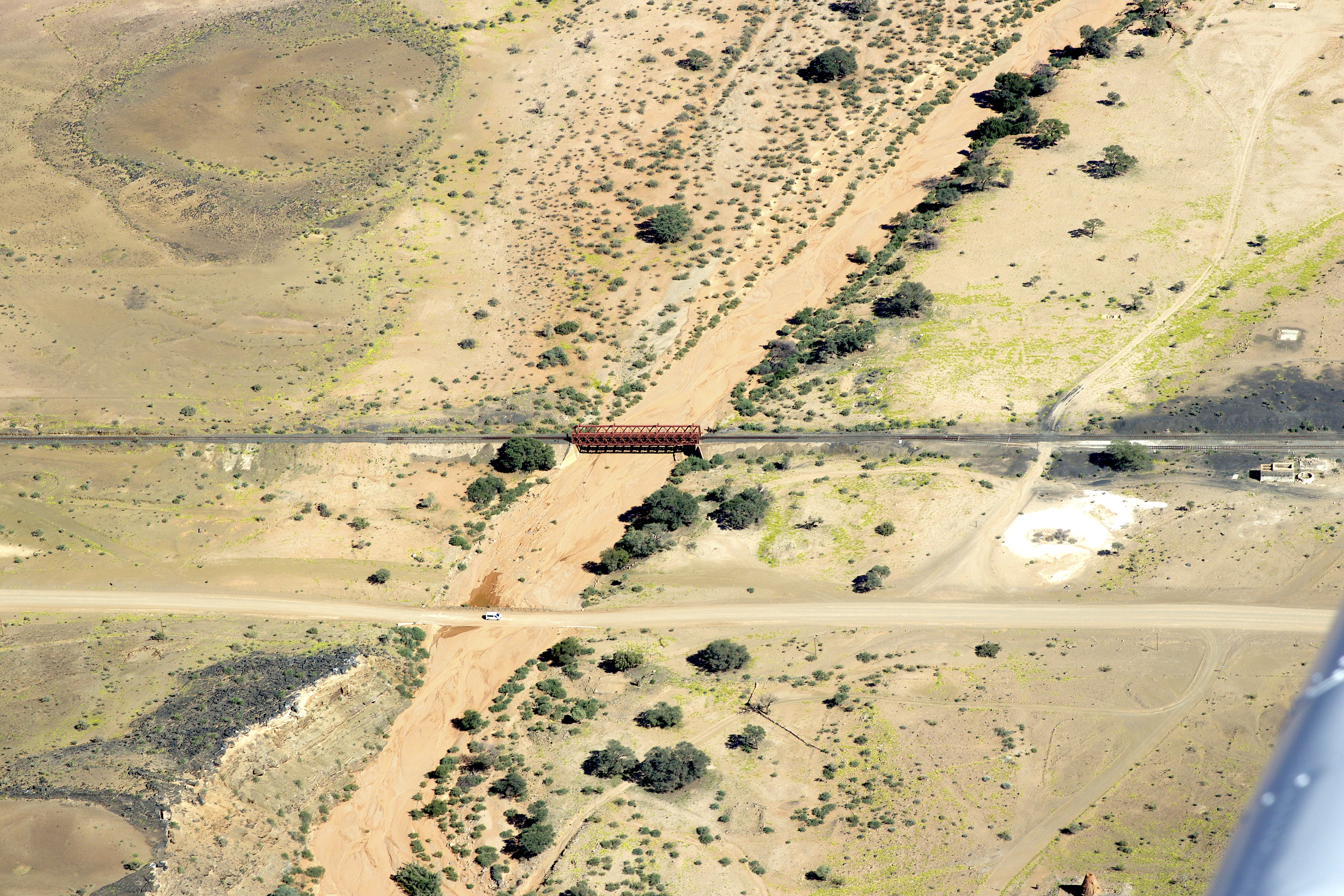
Holoog (2018)
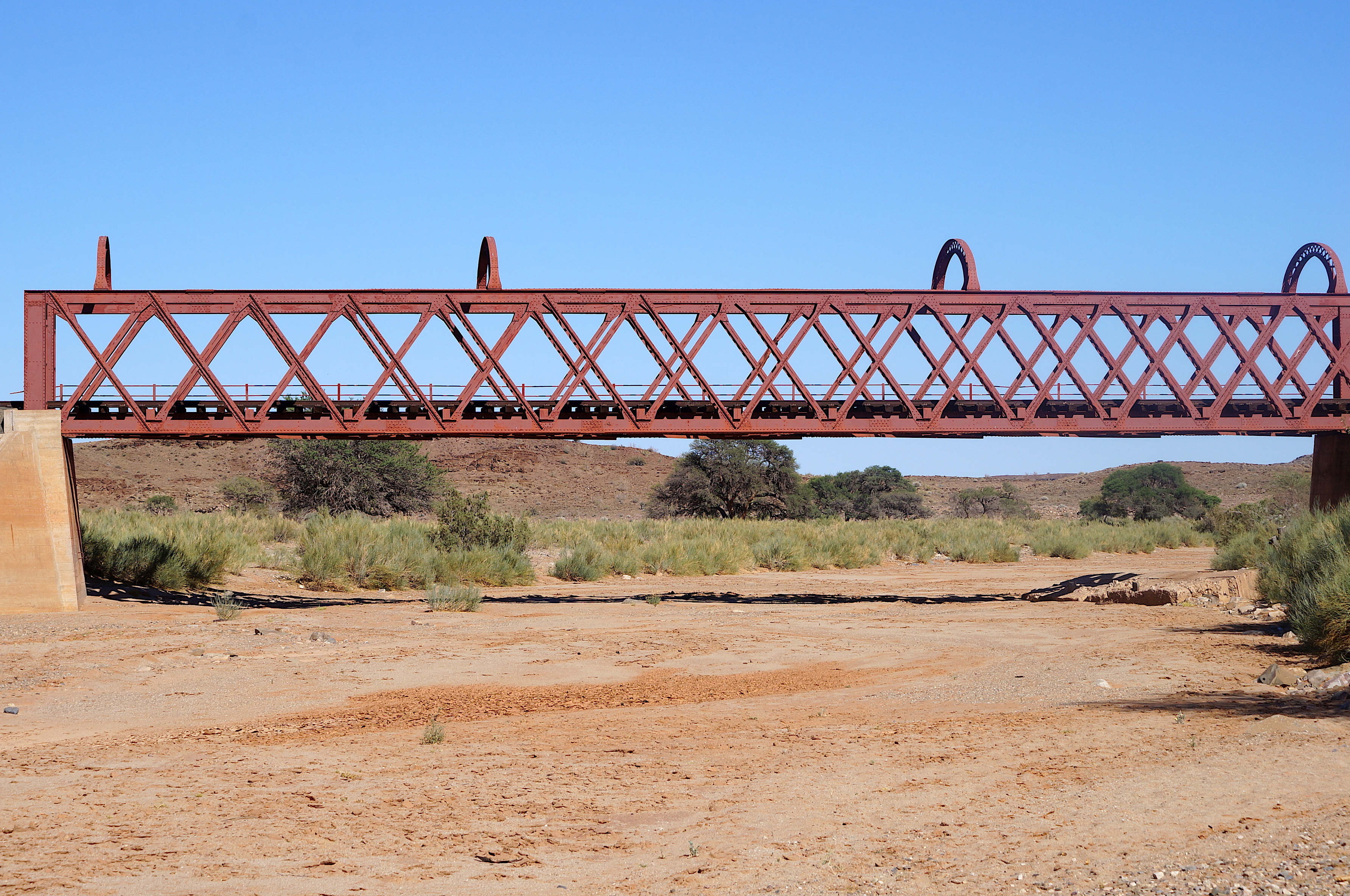
Eisenbahnbrücke (2018)
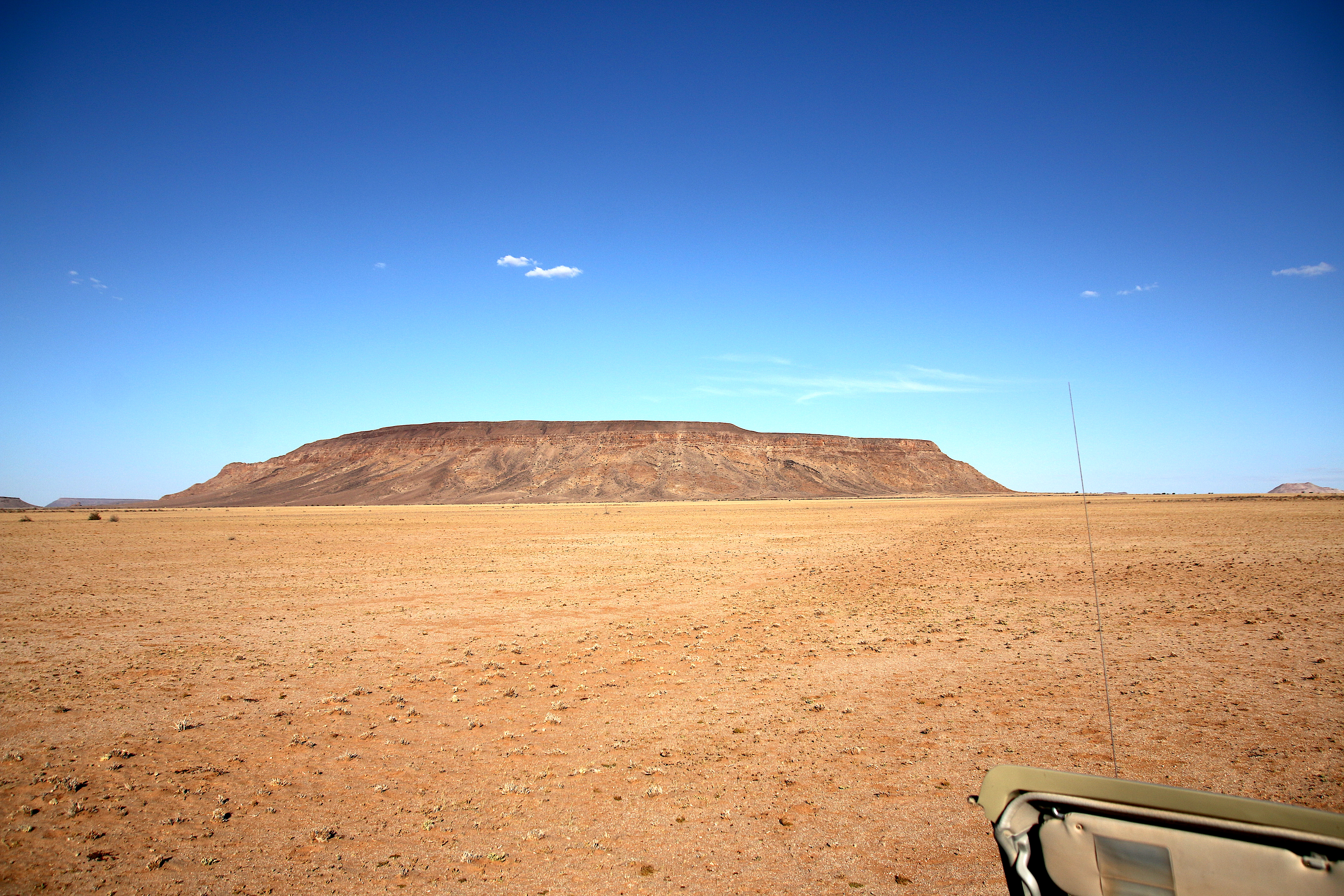
Holoog table mountain (2018)
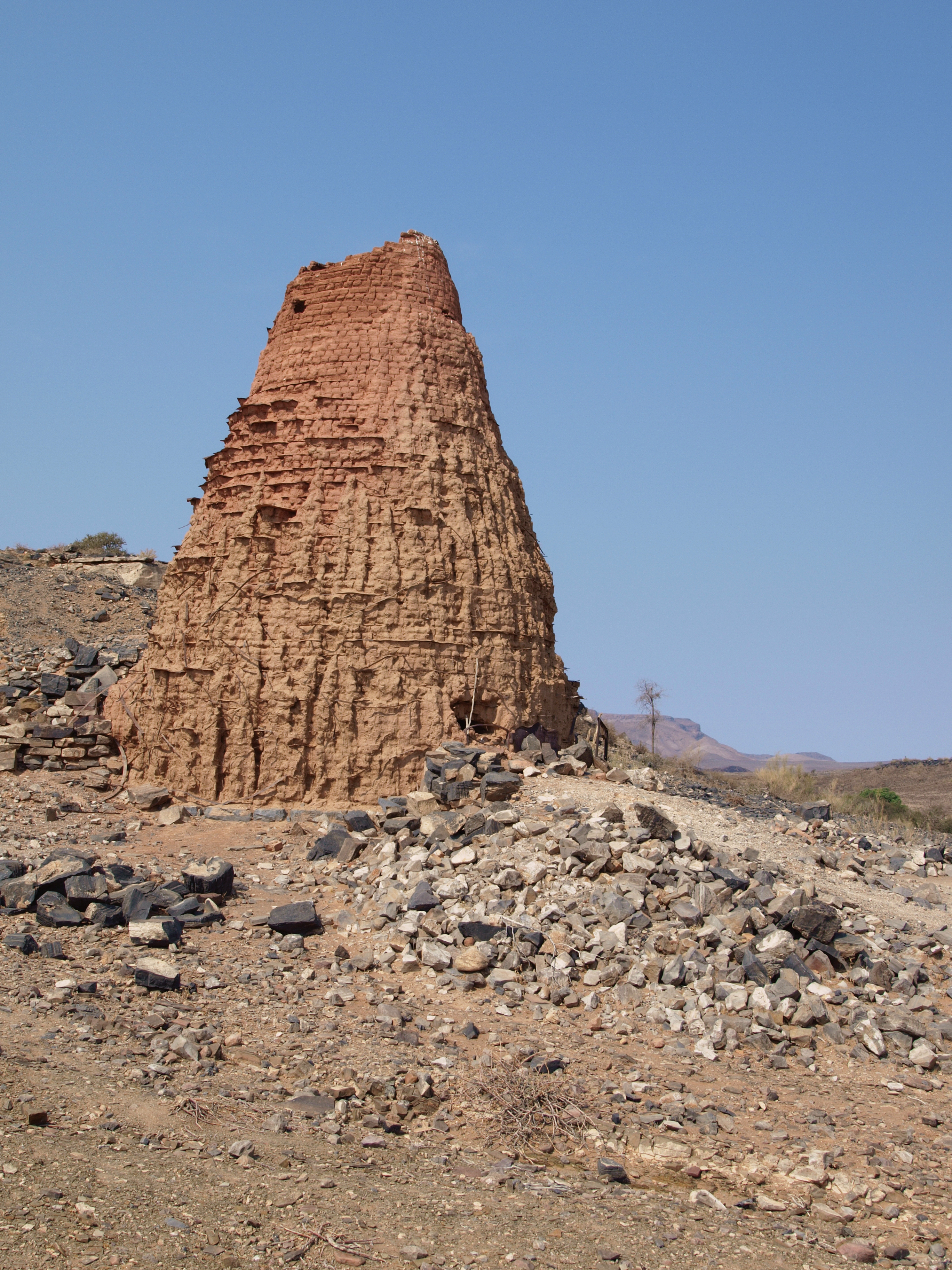
Landschaft bei Holoog (2017)
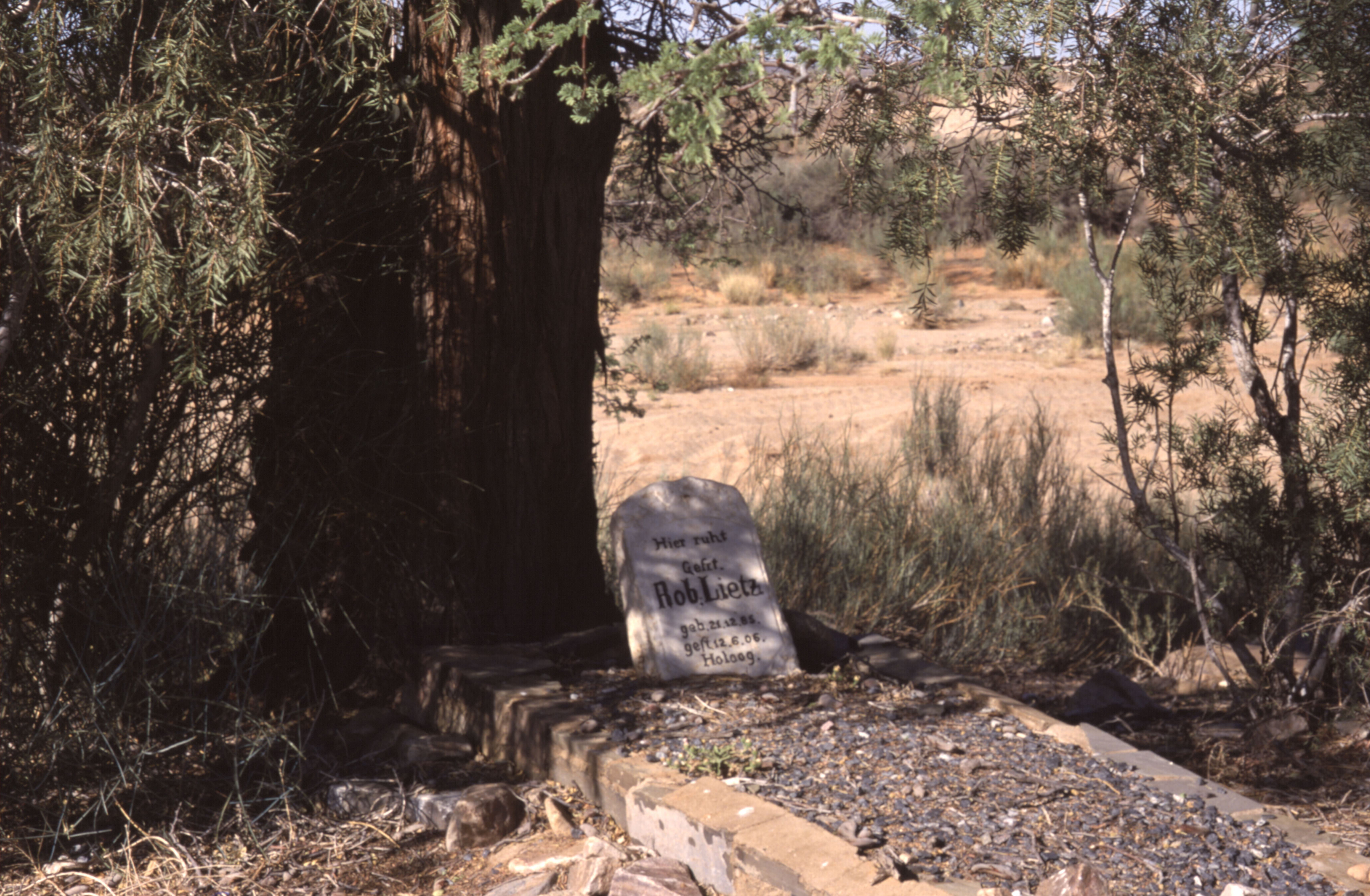
Deutsche Kriegsgräber (2002)